# Acrotoma tunievi
Acrotoma tunievi (лат.) — вид брюхоногих моллюсков из семейства клаузилиид (Clausiliidae) отряда стебельчатоглазых. Включен в Красную книгу Краснодарского края. Статус 1Б — «Находящийся под угрозой исчезновения». Назван в честь российского герпетолога Б. С. Туниева, указавшего автору описания вида на его обитание в окрестностях Хосты.

## Описание
Раковина моллюсков данного вида бывает от веретеновидной до цилиндрической формы. Внешне матовая, светло-роговая. Устье цельное, выступающее, угловато-овальное с широко отвернутыми краями. Размеры: высота раковины 19,8—22,6 мм; ширина раковины 5,4—6,2 мм; высота устья 5,8—6,3 мм; ширина устья 3,8—4,5. Питается детритом, гифами грибов и лишайниками.
Данный вид обитает только на Западном Кавказе. Единственное известное местонахождение: Северо-Западный Кавказ, окрестности Хосты, тисосамшитовая роща, известняковые стены руин старой крепости. Населяет щели затененных известняковых глыб. На поверхности отмечается в прохладную дождливую погоду, чаще в осенне-весенний период.
Вид крайне редок, динамика его численности изучена недостаточно. На 10 м² поверхности известняковых глыб отмечалось не более двух экземпляров.
Необходимы дополнительные меры охраны: включение в перечень охраняемых объектов Сочинского национального парка, контроль рекреационной нагрузки в пределах места обитания.